# Opanak

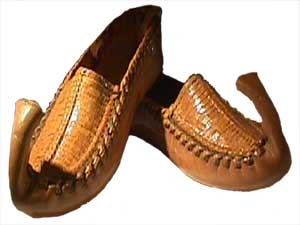
Opanci de Šumadija, la variación más característica de éste calzado en Serbia.

Los Opanak (en Serbio cirílico: Опанак, en plural Opanci/Опанци) son un tipo de zapatos tradicionales originarios de la Península balcánica (específicamente Bosnia y Herzegovina, Bulgaria, Croacia, Macedonia y Serbia). Hechos de cuero y carentes de cordones, se caracterizan por sus puntas, cuales varían su forma de región en región.
Los Opanci son un símbolo nacional de Serbia, conformando junto a la Šajkača y otros elementos la vestimenta tradicional de la nación serbia.